# Vértessomló
Vértessomló (németül: Schemling) község Komárom-Esztergom vármegyében, a Tatabányai járásban.
A római kor óta lakott település, mely a mai napig németajkú a 18. századi betelepítéseknek köszönhetően. 1734–1737 között Esterházy József gróf katolikus németeket telepített a községbe. A lakosok sokféle változatban ejtették ki és használták írásban a település nevét: Semle, Zsemle, Zsömléd, Schemling. Végül 1890-ben miniszteri rendelettel a Vértessomló elnevezést kapta. A templom oltárképe a bécsi kapucinusok által őrzött Mária kegykép másolata amely a búcsújáró hely kegyképe. Kialakítás alatt áll a falu üdülőterülete, mely Vértessomló és Környe között helyezkedik el, a római erőd maradványainak helyén. A falut több kirándulóhely és horgásztó veszi körül.

## Fekvése
A Vértes hegység északnyugati részén, a Somlyó-hegy lábánál fekszik, Tatabányától 9 kilométerre délnyugatra, Várgesztestől 6, Környétől 5 kilométer távolságra. Közúton csak a 8119-es útból Környén kiágazó 81 128-as úton közelíthető meg; északi határszélén húzódik a Felsőgallától Környebánya érintésével idáig húzódó 8156-os út (korábbi útszámozása szerint 81 129-es út).

## Története
A település már a római korban is lakott hely volt. Környékén gyakran találtak római kori leleteket. Találtak itt a múlt sz. elején ún. FŰTŐPINCÉKET, melyeket a rómaiak a házaik fűtésére alkalmaztak.
Első okleveles említése 1326-ból való Semyenfelde (Semjénfölde) alakban.
Csák nemzetségbeli István fiai 1326-ban átadták Károly Róbert királynak csereképpen.
1426-ban Zsigmond király idején SOMOLYA, a törökdúlás után Pusztasomlyó , majd Bakonysomló néven van említve. Jövedelme a tatai vár fenntartását szolgálta. 1453 táján ez a vértesi település is elpusztult, s hosszú ideig lakatlan is maradt.
1643-ban a Zichyek, 1697-ben a Krafftok tulajdonát képezte.
1727-ben az Esterházy család birtokába került, a tatai uradalomhoz tartozott.
Esterházy József telepítette be német telepesekkel. A telepítési szerződésben Puszta-Somló néven van említve. Ezt a Somló nevet német telepesei a maguk kiejtése szerint Semle hangzással ejtették, a helytartótanács e hibás kiejtés nyomán Zsemlyére torzította el a település nevét, mely aztán rajta is maradt 1890-ig, mikor miniszteri rendelettel a Vértessomló elnevezést kapta.
A település melletti erdő szélén 1736 előtt kis kápolna állt, melynek szomszédságában egy remete lakott. 1736-ban Esterházy József a düledező kápolnát megnagyobbíttatta, szentéllyel látta el. Egy bécsi kereskedő felesége, Fahrer Mária pedig a bécsi kapucinusok templomában őrzött Mária kegykép másolatát készíttette el a kápolna számára, melyhez a vidék népe hamarosan sűrűn kezdett zarándokolni. A község ez alapján vált búcsújáró hellyé, ahova különösen Sarlós Boldogasszony napján zarándokoltak. 1875-ben a kápolnát templommá alakították.
A falu lakosai bányászattal, faszénégetéssel, mészégetéssel foglalkoztak.

### Vitányvár
Vértessomló közelében, attól kissé keletre található. Építtetőjének nevét nem ismerjük. A Vértes északi, lejtőjén emelkedő, szabálytalan ötszög alakú várat, melynek kapuja a nyugati, legmeredekebb oldalon helyezkedik el Károly Róbert király idejében 1324-ben említik először írásos források. Ekkor már ismertek várnagyai is. A várnak valószínűleg udvara és kútja nem volt, a vizet feltehetőleg a Vértes közeli forrásaiból szállították ide. Erre egy 1450-ből ránk maradt feljegyzésből is következtetni lehet, mely szerint "Kálnai Péter várnagy elfogta Novák Pál tatai polgárt, aki borszállítmányával Héregről hazafelé tartott és azt borával, szekerével, ökreivel együtt Vitány várába hurcolta". A várhoz Károly Róbert idejében 35 község tartozott.
Vitányvárról és a tőle délebbre fekvő szomszédos Gerencsérvárról egy legenda is fönnmaradt:
"Az ifjú nemes, Hédervári Imre volt az időben Vitányvár ura. A délebbre fekvő Gerencsérváré pedig a büszke, keményszívű Újlaki Miklós. Újlaki egy német grófhoz akarta feleségül kényszeríteni leányát, Krimhildát, a vár alázatoslelkű, csendesszavú tündérét, de Krimhilda titokban már jegyese volt Hédervárinak, s az ifjú lovag egy éjszaka leple alatt meg is szöktette szerelmesét és várába vitte. Több sem kellett a büszke apának, nekirontott katonákkal, ágyúkkal Vitány várának. Azonban hiába lőtte, ostromolta, nem tudta bevenni. Jól megépített vár volt, jól is védték. Talán el sem esik, ha egy álnok várbeli el nem árulja a titkos utat, s azon keresztül be nem vezeti Újlakit a várba. A folyosó egyenesen Hédervári dolgozószobájába nyílt. A meglepett várurat Újlaki leütötte, majd leányát magával hurcolva otthagyta Vitányt. Otthon szörnyű büntetés várt a szerencsétlen lányra: atyja elevenen befalaztatta a vár egyik pincéjébe. Ott is pusztult volna el, ha a vár öreg szolgája ki nem bont egy nyílást az újonnan készült falban, s azon keresztül nem élelmezi. Hédervári közben felgyógyult, és Újlaki erőszakossága miatt panaszra ment egyenesen Mátyás királyhoz. Mátyás nem azért állt igazságos király hírében, hogy ilyesmit szó nélkül hagyjon. Egy szép napon kürtös vitéz jelent meg Gerencsérvár felvonó hídja előtt, jelezve a király érkeztét. De közben Újlaki megtört esztelen tettének súlya alatt. Már nem a gőgösszívű főúr, hanem  szerencsétlen apa. Mikor azonban kiderült, hogy leánya mégis él, boldogan öleli keblére, örömmel adja nőül a szomszéd vár urához."

## Közélete

### Polgármesterei
- 1990–1994: Richter Józsefné (független)[4]
- 1994–1998: Matajsz József (független)[5]
- 1998–2002: Hartdégen József (független német kisebbségi)[6]
- 2002–2006: Hartdégen József (független német kisebbségi)[7]
- 2006–2010: Hartdégen József (független)[8]
- 2010–2014: Hartdégen József (független)[9]
- 2014–2019: Igó István (független)[10]
- 2019−2024: Igó István (független)[11]
- 2024− : Neukum Krisztián (független)[1]

## Népesség
A település népességének változása:
| Lakosok száma | 1294 | 1294 | 1303 | 1361 | 1416 | 1367 | 1393 |
|               | 2013 | 2014 | 2015 | 2021 | 2022 | 2023 | 2024 |

A 2011-es népszámlálás során a lakosok 84,2%-a magyarnak, 34,8% németnek, 0,2% szlováknak mondta magát (15,5% nem nyilatkozott; a kettős identitások miatt a végösszeg nagyobb lehet 100%-nál). A vallási megoszlás a következő volt: római katolikus 55,9%, református 2,5%, evangélikus 0,5%, görögkatolikus 0,1%, felekezeten kívüli 19,1% (21,2% nem nyilatkozott).
2022-ben a lakosság 92,7%-a vallotta magát magyarnak, 23,4% németnek, 0,4% szlováknak, 0,1-0,1% lengyelnek, románnak, cigánynak, szlovénnek, görögnek, örménynek és ukránnak, 1,4% egyéb, nem hazai nemzetiségűnek (7,2% nem nyilatkozott; a kettős identitások miatt a végösszeg nagyobb lehet 100%-nál). Vallásuk szerint 40,7% volt római katolikus, 2,9% református, 0,6% evangélikus, 0,3% görög katolikus, 0,5% egyéb keresztény, 0,2% egyéb katolikus, 19,1% felekezeten kívüli (35,6% nem válaszolt).

## Nevezetességei
- Ember alkotta nevezetességek:

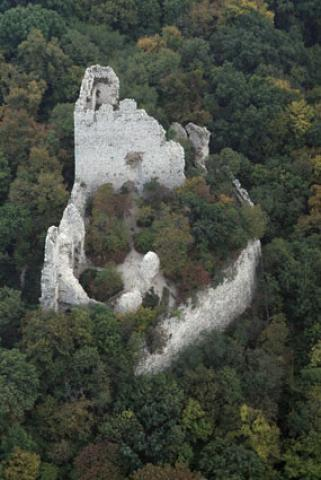
Vitányvár légifotója

  - Vitányvár XIV. sz-i romjai (gótikus, országos jelentőségű műemlék) és környezete
  - Harangláb
  - Erdészház
  - Búcsújárók huszártornyos római katolikus műemlék temploma (barokk freskók, 1870-es évek, zarándokhely, Mária kegyhely országos jelentőségű műemlék)
  - Klasszikus római katolikus kápolna (1970-es évek, országos jelentőségű műemlék)
  - 41 helyi védettség alatt álló épület
  - Régi iskola épülete
  - Harangtorony
  - Kálvária
  - Eszterházy-kastély
- Természeti vonzerő
  - Vértessomlói-barlang. A településen található fokozottan védett barlang.
  - Vitányvári Parkerdő
  - Mátyás-kút
  - Szarvas-kút
  - Szép Ilonka forrás
  - Bányatavak
  - Nagy-Somlyó-hegy
  - Tojásgurító-domb
  - Szegfű-domb

## Híres emberek
- Itt született 1885-ben Bíró Vencel történész, piarista szerzetes.

## Rendezvények
- Tojásgurítás (húsvéthétfő, ez a leglátogatottabb rendezvénye, a két nap alatt 2000 fő is eljön a környező településekről)
- Májusfaültetés- és húzás
- „Kristkindlik” járása (karácsony, mintegy 1000 fő látogatja a környékről)
- Falunap (május)
- Márton-nap (november)
- Hagyományos búcsú (július, november)
- Szent Borbála, a bányászok védőszentjének ünnepe
- Ádvent első vasárnapja Betlehem-állítás.